# Бурунди на летних Олимпийских играх 2008
Олимпийская сборная Бурунди приняла участие в летних Олимпийских играх 2008 года в четвёртый раз, отправив в Пекин трёх спортсменов, выступавших в двух видах спорта - лёгкой атлетике и плавании. По итогам игр спортсмены из Бурунди не завоевали ни одной олимпийской медали.

## Лёгкая атлетика
Мужчины
| Спортсмен          | Дисциплина | Время   | Место |
| ------------------ | ---------- | ------- | ----- |
| Иоахим Ншимиримана | Марафон    | 2:29:55 | 68    |

Женщины
| Спортсмен             | Дисциплина | Забеги   | Забеги | Финал     | Финал     |
| Спортсмен             | Дисциплина | Время    | Место  | Время     | Место     |
| --------------------- | ---------- | -------- | ------ | --------- | --------- |
| Франсина Нийонизигийе | 5000 м     | 17:08.44 | 29     | не прошла | не прошла |

## Плавание
Женщины
| Спортсмен       | Дисциплина          | Заплывы | Заплывы | Полуфинал | Полуфинал | Финал     | Финал     |
| Спортсмен       | Дисциплина          | Время   | Место   | Время     | Место     | Время     | Место     |
| --------------- | ------------------- | ------- | ------- | --------- | --------- | --------- | --------- |
| Эльзи Увамахоро | 50 м вольным стилем | 36.86   | 86      | не прошла | не прошла | не прошла | не прошла |